# Phayao

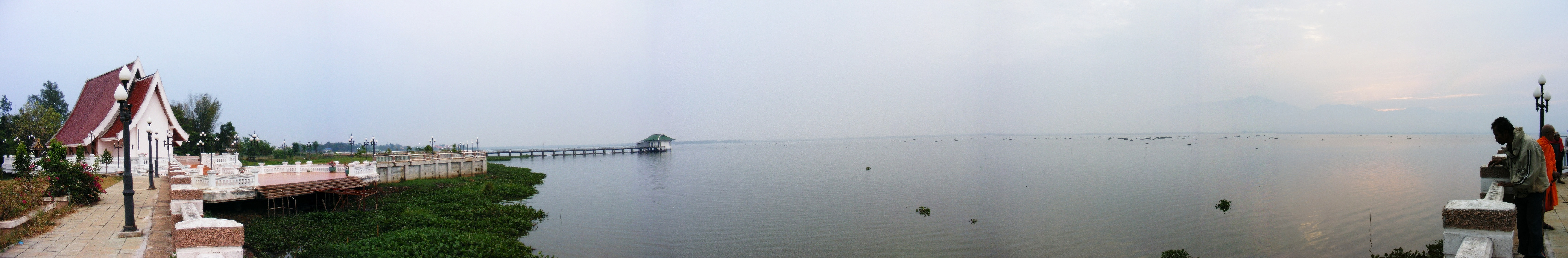
Quang cảnh hồ Phayao

Phayao (phát âm tiếng Thái: [pʰā.jāw]) là một thành phố (thesaban mueang) ở phía Bắc Thailand, thủ phủ của tỉnh Phayao. Phân cấp hành chính bao gồm 15 địa phương cấp 3 (tambon), được chia thành 172 làng.
Thị trấn này nằm trên Hồ Phayao. Nó bắt nguồn từ một thành phố bán tự trị (mueang), được thành lập từ giữa 900 và 1.000 năm về trước.

Tính đến năm 2005 Phayao có dân số 19.118 người. Phayao cách 726 km phía Bắc Băng Cốc.

## Khí hậu
| Dữ liệu khí hậu của Phayao (1991–2020)                                                                   | Dữ liệu khí hậu của Phayao (1991–2020) | Dữ liệu khí hậu của Phayao (1991–2020) | Dữ liệu khí hậu của Phayao (1991–2020) | Dữ liệu khí hậu của Phayao (1991–2020) | Dữ liệu khí hậu của Phayao (1991–2020) | Dữ liệu khí hậu của Phayao (1991–2020) | Dữ liệu khí hậu của Phayao (1991–2020) | Dữ liệu khí hậu của Phayao (1991–2020) | Dữ liệu khí hậu của Phayao (1991–2020) | Dữ liệu khí hậu của Phayao (1991–2020) | Dữ liệu khí hậu của Phayao (1991–2020) | Dữ liệu khí hậu của Phayao (1991–2020) | Dữ liệu khí hậu của Phayao (1991–2020) |
| Tháng | 1                                      | 2                                      | 3                                      | 4                                      | 5                                      | 6                                      | 7                                      | 8                                      | 9                                      | 10                                     | 11                                     | 12                                     | Năm                                    |
| --- | -------------------------------------- | -------------------------------------- | -------------------------------------- | -------------------------------------- | -------------------------------------- | -------------------------------------- | -------------------------------------- | -------------------------------------- | -------------------------------------- | -------------------------------------- | -------------------------------------- | -------------------------------------- | -------------------------------------- |
| Cao kỉ lục °C (°F)                                                                                       | 34.3 (93.7)                            | 37.1 (98.8)                            | 39.7 (103.5)                           | 42.0 (107.6)                           | 41.5 (106.7)                           | 40.0 (104.0)                           | 37.2 (99.0)                            | 35.6 (96.1)                            | 35.2 (95.4)                            | 36.1 (97.0)                            | 34.6 (94.3)                            | 33.6 (92.5)                            | 42.0 (107.6)                           |
| Trung bình ngày tối đa °C (°F)                                                                           | 29.4 (84.9)                            | 32.2 (90.0)                            | 34.8 (94.6)                            | 35.8 (96.4)                            | 34.0 (93.2)                            | 33.0 (91.4)                            | 32.0 (89.6)                            | 31.5 (88.7)                            | 31.6 (88.9)                            | 31.1 (88.0)                            | 29.9 (85.8)                            | 28.3 (82.9)                            | 32.0 (89.5)                            |
| Trung bình ngày °C (°F)                                                                                  | 20.7 (69.3)                            | 23.0 (73.4)                            | 26.5 (79.7)                            | 28.6 (83.5)                            | 28.1 (82.6)                            | 27.9 (82.2)                            | 27.2 (81.0)                            | 26.8 (80.2)                            | 26.5 (79.7)                            | 25.5 (77.9)                            | 23.2 (73.8)                            | 20.6 (69.1)                            | 25.4 (77.7)                            |
| Tối thiểu trung bình ngày °C (°F)                                                                        | 14.2 (57.6)                            | 15.6 (60.1)                            | 19.4 (66.9)                            | 22.9 (73.2)                            | 23.7 (74.7)                            | 24.1 (75.4)                            | 23.8 (74.8)                            | 23.5 (74.3)                            | 23.1 (73.6)                            | 21.7 (71.1)                            | 18.3 (64.9)                            | 14.9 (58.8)                            | 20.4 (68.8)                            |
| Thấp kỉ lục °C (°F)                                                                                      | 6.0 (42.8)                             | 7.0 (44.6)                             | 8.5 (47.3)                             | 16.0 (60.8)                            | 17.0 (62.6)                            | 21.3 (70.3)                            | 20.6 (69.1)                            | 20.6 (69.1)                            | 18.7 (65.7)                            | 12.6 (54.7)                            | 6.9 (44.4)                             | 2.5 (36.5)                             | 2.5 (36.5)                             |
| Lượng Giáng thủy trung bình mm (inches)                                                                  | 14.3 (0.56)                            | 7.4 (0.29)                             | 34.8 (1.37)                            | 82.6 (3.25)                            | 178.4 (7.02)                           | 100.4 (3.95)                           | 142.9 (5.63)                           | 215.7 (8.49)                           | 197.4 (7.77)                           | 124.6 (4.91)                           | 35.4 (1.39)                            | 15.8 (0.62)                            | 1.149,7 (45.26)                        |
| Số ngày giáng thủy trung bình (≥ 1.0 mm)                                                                 | 1.1                                    | 0.8                                    | 2.5                                    | 6.4                                    | 12.2                                   | 9.6                                    | 13.8                                   | 15.0                                   | 13.9                                   | 9.0                                    | 3.0                                    | 1.2                                    | 88.5                                   |
| Độ ẩm tương đối trung bình (%)                                                                           | 76.0                                   | 66.8                                   | 60.9                                   | 64.2                                   | 74.2                                   | 77.3                                   | 80.3                                   | 83.3                                   | 84.3                                   | 83.9                                   | 81.3                                   | 79.6                                   | 76.0                                   |
| Số giờ nắng trung bình tháng                                                                             | 272.8                                  | 257.1                                  | 275.9                                  | 243.0                                  | 198.4                                  | 117.0                                  | 120.9                                  | 117.8                                  | 144.0                                  | 179.8                                  | 216.0                                  | 251.1                                  | 2.393,8                                |
| Số giờ nắng trung bình ngày                                                                              | 8.8                                    | 9.1                                    | 8.9                                    | 8.1                                    | 6.4                                    | 3.9                                    | 3.9                                    | 3.8                                    | 4.8                                    | 5.8                                    | 7.2                                    | 8.1                                    | 6.6                                    |
| Nguồn 1: Tổ chức Khí tượng Thế giới Feb–May record highs and lows 1951–2022;                             |                                        |                                        |                                        |                                        |                                        |                                        |                                        |                                        |                                        |                                        |                                        |                                        |                                        |
| Nguồn 2: Office of Water Management and Hydrology, Royal Irrigation Department (sun 1981–2010)(extremes) |                                        |                                        |                                        |                                        |                                        |                                        |                                        |                                        |                                        |                                        |                                        |                                        |                                        |